# Frank Murud
Frank Murud (født 23. december 1955) er en norsk svindler, der i 2007 blev idømt 7 års fængsel for underslæb af 89,5 millioner norske kroner fra Undervisningsbygg, der er den kommunale virksomhed i Oslo der har ansvaret for kommunens skolebygninger. Han udnyttede sin stilling som ejendomschef i Undervisningsbygg til at begå underslæbet. Under afsoningen af fængselsstraffen har han forelæst om økonomisk kriminalitet og sine egne forbrydelser.